# André Ribeiro
André Ribeiro, född 18 januari 1966 i São Paulo, död 22 maj 2021 i São Paulo, var en brasiliansk racerförare.

## Racingkarriär
Ribeiro tävlade först i Brittiska F3-mästerskapet, där han körde för Paul Stewart Racing och Fortec Motorsport med hyggliga resultat. Hans bästa placering var femteplatsen 1993. Efter den säsongen bestämde sig Ribeiro för att flytta till USA och tävla i Indy Lights säsongen 1994. Han blev tvåa i mästerskapet efter Steve Roberston, och fick kontrakt med Tasman Motorsports CART-team, samma team som han hade kört med i Indy Lights. Hans första säsong var relativt ojämn, men kröntes av en mycket oväntad seger på New Hampshire Motor Speedway. Segern till trots blev Ribeiro 16:e i mästerskapet. 1996 gav honom två segrar, åter igen på ovaler. Den första var CART:s första ovalrace utanför USA, och dessutom på hemmaplan i Rio de Janeiro. Han vann sedan överraskande Marlboro 500 på Michigan International Speedway, vilket blev hans sista seger i karriären. Han slutade elva i tabellen 1996, och fjortonde 1997. Efter att Paul Tracy lämnat Penske efter 1997 års säsong, fick Ribeiro chansen i teamet för 1998, men resultaten var inte övertygande, och han valde att avsluta karriären efter säsongen. Han blev sedan bilhandlare i São Paulo.